# The Eye (film 2008)
(Tagline del film)
The Eye è un film del 2008 diretto da David Moreau e Xavier Palud, remake dell'omonimo film cinese dei fratelli Pang. La protagonista è Sydney Wells, interpretata da Jessica Alba.

## Trama
Sydney Wells è una giovane e bella violinista di successo, cieca dall'età di cinque anni, che riacquista la vista grazie ad un trapianto di cornee, donate da un misterioso donatore. Quando Sydney ricomincia a vedere si trova di fronte a visioni terrificanti che la faranno sprofondare in un incubo. All'inizio vede soltanto macchie nere sfocate, ma col passare del tempo vede queste macchie nere avvicinarsi alle persone, tra cui una anziana all'ospedale, che viene poi ritrovata morta il giorno dopo.
La visione di questi accompagnatori fa perdere l'entusiasmo iniziale della ragazza, felice di vedere il mondo dopo così tanto tempo. Sydney è in grado di vedere persone morte ed inquietanti creature che accompagnano le anime, quando queste muoiono e per via di questo potere ha anche sogni terrificanti e vede lo scenario cambiare all'improvviso. L'unico che crede alle sue visioni è il Dott. Paul Faulkner, e grazie al suo aiuto, Sydney, scopre l'identità della donatrice di cornee e si reca nella cittadina dove viveva la ragazza.

## Differenze con l'originale
A differenza del film originale la protagonista riesce a salvare le probabili vittime di un incidente stradale, ma ugualmente poi perderà la vista per una scheggia di vetro vagante.
Inoltre la madre della ragazza che aveva le visioni anni prima, muore, a differenza del film originale.

## Critica
Il film ha ricevuto durante l'edizione dei Razzie Awards 2008 una nomination come peggior attrice per Jessica Alba.